# François Milhomme
François Dominique Aimé Milhomme llamado François Milhomme es un escultor francés nacido en 1759 en Valenciennes y fallecido en París en 1823.

## Carrière
Alumno de Pierre-Joseph Gillet, André-Jean Lebrun y de Christophe-Gabriel Allegrain, fue, como Charles Marin un ganador especialmente tardío del Gran Premio de Roma. Lo obtuvo en 1801 con un bajo relieve titulado Caïus Gracchus quittant sa femme Licinia. Tras una estancia de siete años en la villa Médici, comienza sus participaciones en el Salón de 1810 con una representación de Psique.
El escultor François Rude recordaba su busto de 'Andromaque actualmente en el musée du Louvre.
Está enterrado en el cementerio de Père-Lachaise.

## Obras
- Andrómaca , busto, escayola pintada, (1800), París, musée du Louvre
- La Douleur , estatua, mármol, para la sepultura del negociante Pierre Gareau, París, cementerio de Père-Lachaise (v 1816)
- Hoche, general en jefe (1758-1797) (1808), estatua, mármol, Versalles, châteaux de Versailles et de Trianon
- Colbert (1816 - 1828), estatua colosal, mármol, Brest, Escuela Naval (en depósito desde 1931)[2]
- Hermafrodita, estatua, mármol, Lille, musée des Beaux-Arts
- Psyché, estatua, (1810)
- Busto de Enrique IV, Pau

### Recursos bibliográficos
- Catálogo de la exposición: Skulptur aus dem Louvre. Sculptures françaises néo-classiques. 1760 - 1830, París, museo del Louvre, 23 de mayo- 3 de septiembre de 1990, p. 318
- Emmanuel Schwartz, Les Sculptures de l'École des Beaux-Arts de Paris. Histoire, doctrines, catalogue, École nationale supérieure des Beaux-Arts, París, 2003, p. 141